# Wojciech Ratkowski
Wojciech Ratkowski (ur. 29 października 1954 w Sopocie) – polski lekkoatleta, pracownik naukowy Akademii Wychowania Fizycznego i Sportu im. Jędrzeja Śniadeckiego w Gdańsku.

## Życiorys

### Kariera sportowa
Był zawodnikiem AZS-AWFiS Gdańsk. Jego największym sukcesem było mistrzostwo Polski w 1984 w biegu maratońskim, które zdobył, wygrywając Maraton Dębno, uzyskując niepobity później rekord życiowy: 2:12.49 (6.05.1984). Wynik ten dał mu minimum na Igrzyska Olimpijskie w 1984, w których jednak nie uczestniczył wobec bojkotu imprezy przez Polskę. Zamiast tego wystąpił w biegu maratońskim na zawodach Przyjaźń-84. Reprezentował Polskę w zawodach Pucharu świata w maratonie w 1985, zajmując 116. miejsce, z wynikiem 2:24.55. W 1986 wygrał bieg maratoński w Hamilton. Na mistrzostwach Polski zajmował jeszcze dwukrotnie czwarte miejsce: w 1985 w biegu na 20 km, w 1987 w biegu maratońskim.
Rekord życiowy w biegu maratoński: 2:12.49 (6.05.1984).

### Kariera naukowa
W 1998 obronił pracę doktorską Obciążenia treningowe w bezpośrednim przygotowaniu startowym w biegu maratońskim napisaną pod kierunkiem Zbigniewa Mroczyńskiego. Stopień doktora habilitowanego uzyskał na podstawie wydanej w 2006 pracy Obciążenia treningowe w przygotowaniu do biegu maratońskiego na różnym poziomie wytrenowania. Był dziekanem Wydziału Turystyki i Rekreacji Akademii Wychowania Fizycznego i Sportu im. Jędrzeja Śniadeckiego w Gdańsku, jest prodziekanem Wydziału Kultury Fizycznej oraz kierownikiem Zakładu Lekkiej Atletyki i Przygotowania Motorycznego tamże.